# Swedish Open 2005
Lo Swedish Open 2005 è stato un torneo di tennis giocato sulla terra rossa. È stata la 58ª edizione dello Swedish Open, che fa parte della categoria International Series nell'ambito dell'ATP Tour 2005. Si è giocato al Båstad Tennis Stadion di Båstad in Svezia, dal 10 al 17 luglio 2005.

## Campioni

### Singolare
Rafael Nadal ha battuto in finale  Tomáš Berdych con il punteggio di 2–6, 6–2, 6–4

### Doppio
Jonas Björkman /  Joachim Johansson hanno battuto in finale  José Acasuso /  Sebastián Prieto con il punteggio di 6–2, 6–3